# Ян Паточка
Ян Паточка (чеськ. Jan Patočka; 1 червня 1907 — 13 березня 1977) — чеський філософ.

## Біографія
Ян Паточка народився 1 червня 1907 року. Навчався в гімназії Яна Неруди. Згодом отримував знання у Празі, Парижі, Берліні та Фрайбурзі. Був одним з останніх учнів Едмунда Гуссерля та Мартіна Хайдеггера[джерело?]. У Фрайбурзі його навчав Євген Фінк, з яким дружив усе життя.
Паточці забороняли викладати[джерело?]. Було опубліковано лише кілька його книг, і більша частина його творів розповсюджена лише у вигляді машинописного друку, що збереглися студентами та розповсюджувалися переважно після його смерті. Разом з іншими забороненими інтелектуалами він читав лекції в так званому «Підземному університеті», який був неформальною установою, яка намагалася запропонувати безкоштовну культурну освіту без цензури. У січні 1977 року він став одним з основних спікерів для Хартії 77, правозахисного руху в Чехословаччині. Протягом трьох місяців після виходу Хартії він активно писав та наголошував про значення Хартії, незважаючи на погіршення стану здоров'я.
3 березня 1977 року його затримала поліція, там Паточка перебував протягом десяти годин. Того вечора він захворів і був доставлений до лікарні, де стан його здоров'я ненадовго покращився. 11 березня у нього стався рецидив, а 13 березня помер від апоплексії у віці 69 років.

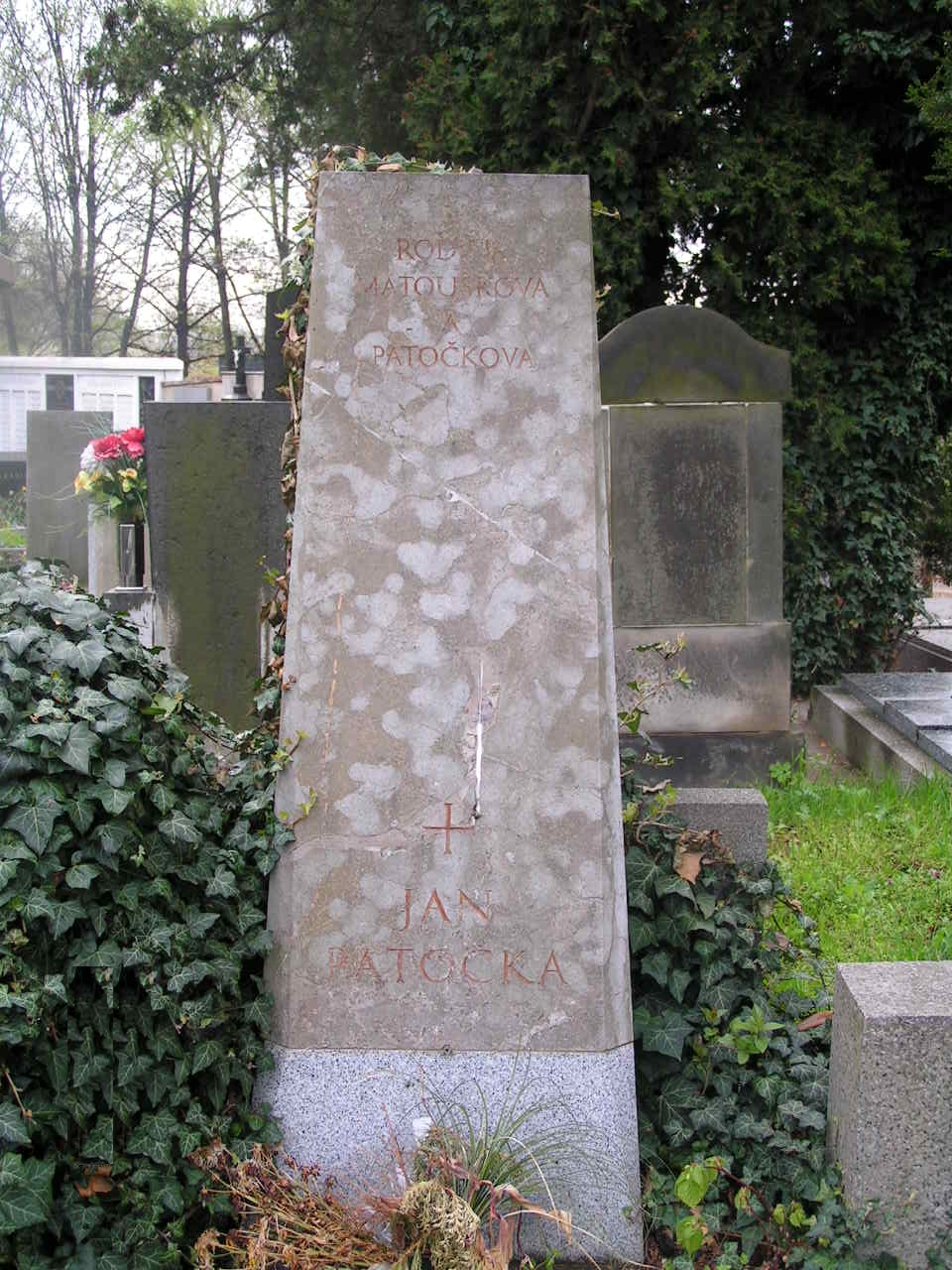
Могила Яна Паточка, кладовище Бржонов, Прага

Його брат Франтішек Паточка був мікробіологом.

## Наукова діяльність
Роботи Яна Паточки в основному стосувалися проблеми оригінальності даного світу, його структури та людської позиції в ньому. Він намагався розвинути гуссерлівську концепцію під впливом деяких основних гайдеггерівських тем (наприклад, історичність, технічність тощо). Також критикував хайдеггерівську філософію за недостатню роботу з основними структурами буття, яка не є діяльністю, що розкриває правду. Ян сформулював власну оригінальну теорію «трьох рухів людського існування»: отримання, відтворення, трансценденції. Він переклав багато творів Гегеля та Шеллінга на чеську мову. За життя Паточка публікував наукові праці чеською, німецькою та французькою мовами.
Окрім своїх наукових праць, він писав інтерпретації досократичної та класичної грецької філософії, нариси з історії грецьких ідей у формуванні концепції Європи. Паточка більше зосереджувався на ідеї Європи протягом 1970-х років. Йому заборонили викладати наприкінці 70-х років, у своїй приватній квартирі Ян Паточка проводив підпільні лекції про грецьку думку загалом і про Платона зокрема. Ці підпільні лекції спільно називають Платоном та Європою, і вони публікуються під такою ж назвою англійською мовою. Він також брав участь в дискусіях щодо сучасної чеської філософії, мистецтва, історії та політики. Він був шанованим вченим чеських мислителів, таких як Коменський[джерело?]. У 1971 році він опублікував невеликий трактат про Коменського німецькою мовою під назвою «Філософія освіти Коменського». У 1977 р. його робота над Масариком завершилася «Двома дослідженнями про Масарика», які спочатку були видані приватним тиражем.
Нариси Паточки у філософії історії детально та з великою ретельністю аналізуються у книзі Жака Дерріди «Дар смерті». Ще два приклади — Пол Рікер та Роман Якобсон, (які відповідно написали передмову та післямову до французького видання «Єретичних нарисів».

## Список творів
- Природний світ як філософська проблема [Přirozený svět jako filosofický problém]
- Вступ до феноменології Гуссерля [Úvod do Husserlovy fenomenologie]
- Арістотель, його попередники та його спадкоємці [Aristoteles, jeho předchůdci a dědicové]
- Тіло, Спільнота, Мова, Світ [Tělo, společenství, jazyk, svět]
- Негативний платонізм [Negativní platónismus]
- Платон і Європа [Платон і Європа]
- Хто такі чехи? [Co jsou Češi? ]
- Турбота про душу [Péče o duši]
- Єретичні нариси у філософії історії [Kacířské eseje o filosofii dějin]
- Два дослідження про Масарика [Dvě studie o Masarkyovi]

## ЗМІ
Фільм 2017 року «Сократ Праги» був знятий у Празі, а дебютований у Брюсселі. Цей фільм досліджує життя та творчість Паточки у другій половині ХХ століття в комуністичній Центральній Європі.